# Guido Vildoso Calderón
Le général Guido Vildoso Calderón, né le 5 avril 1937 à La Paz, est un militaire et homme d'État bolivien, président en exercice de la Bolivie du 21 juillet au 10 octobre 1982.

## Biographie
Dans les années 1970, le général Vildoso Calderón appartient au cabinet du président dictateur le général Banzer. Il est le commandant en second de l'armée bolivienne quand, en juillet 1982, il est choisi par la junte militaire alors au pouvoir en Bolivie pour exercer à titre transitoire les fonctions de chef de l'État. Mais la contestation orchestrée par l'opposition démocratique et une série de grèves déclenchées par la Confédération ouvrière bolivienne (COB) ont raison du régime militaire qui accélère alors la transition vers un retour à un gouvernement civil après les très impopulaires dictatures des généraux García Meza (1980-81) et Celso Torrelio (1981-82). Après 11 semaines à la tête de l'État, Vildoso transmet le pouvoir le 10 octobre au président démocratiquement élu Hernán Siles Zuazo et se retire ensuite de la vie publique.